# Lower Baddibu
Lower Baddibu ist einer von 35 Distrikten – der zweithöchsten Ebene der Verwaltungsgliederung – im westafrikanischen Staat Gambia. Es ist einer von sechs Distrikten in der North Bank Region.
Nach einer Berechnung von 2013 leben dort etwa 14.875 Einwohner, das Ergebnis der letzten veröffentlichten Volkszählung von 2003 betrug 15.157.
Der Name ist von Baddibu abgeleitet, einem ehemaligen kleinen Reich.

## Ortschaften
Die zehn größten Orte sind:
- Kerewan, 3534
- Saba, 1933
- Gunjur, 1299
- Suwareh Kunda, 1230
- Bani, 1091
- Kinteh Kunda, 1025
- Njawara, 808
- Kerr Ardo, 776
- Toro Mbayen, 602
- Yallal Ba, 337

## Bevölkerung
Nach einer Erhebung von 1993 (damalige Volkszählung) stellt die größte Bevölkerungsgruppe die der Mandinka mit einem Anteil von rund sieben Zehnteln, gefolgt von den Fula und den Wolof. Die Verteilung im Detail: 73,6 % Mandinka, 11,6 % Fula, 11 % Wolof, 0,3 % Jola, 0,2 % Serahule, 1,4 % Serer, 0 % Aku, 0 % Manjago, 1,4 % Bambara und 0,4 % andere Ethnien.